# Brittiska Guyana i olympiska sommarspelen 1952
Brittiska Guyana deltog med en deltagare vid de olympiska sommarspelen 1952 i Helsingfors. Landets deltagare erövrade ingen medalj.